# SUN Novara
La S.U.N. acronimo di servizi urbani novaresi è una società per azioni concessionaria del trasporto pubblico locale per la città di Novara e per i comuni limitrofi di Trecate, Galliate, Romentino, Cerano, Cameri, Sozzago e San Pietro Mosezzo.
Fu costituita, per iniziativa di alcuni imprenditori genovesi, il 31 marzo 1950. Nei mesi successivi la lungimiranza dell’Amministrazione Comunale portò ad una partecipazione societaria del Comune di Novara ed il 29 ottobre 1950 iniziò il servizio cittadino con la prima linea di trasporto pubblico che collegava il borgo della Bicocca con l’allora frazione di Veveri, passando nel centro città. Nei due anni successivi le linee crebbero sino ad arrivare a 8 linee con 117 dipendenti.
Oggi SUN S.p.A. è una società per azioni 100% di proprietà del Comune di Novara, conta 163 dipendenti, un parco mezzi di 92 unità e gestisce 9 linee di trasporto pubblico. Il Servizio offerto da SUN si svolge nell’area urbana del Comune di Novara e nei collegamenti con i Comuni Conurbati di Trecate – Galliate – Romentino – Cerano – Cameri – Sozzago – San Pietro Mosezzo con una lunghezza della rete feriale pari a 146,21 km.
Nel corso degli anni, parallelamente al servizio di TPL sul territorio novarese, SUN ha introdotto la bigliettazione elettronica integrata “BIP”, il sistema "Noè, la videosorveglianza a bordo e lo svolgimento dei servizi di noleggo autobus con conducente a livello europeo.